# 庫拉 (庫利科羅區)
庫拉（法語：Koula），是馬里的城鎮，位於該國西部，由庫利科羅區的庫利科羅省負責管轄，面積125平方公里，海拔高度338米，2008年人口17,953，人口密度每平方公里143.62人。
13°7′N 7°39′W / 13.117°N 7.650°W